# Florian Grengbo
Florian Grengbo (Bourg-en-Bresse, 23 agosto 2000) è un pistard francese.
Nel 2021 ha vinto la medaglia di bronzo nella velocità a squadre ai Giochi olimpici di Tokyo; ha poi vinto l'argento di specialità ai Mondiali 2021 e il bronzo di specialità ai Mondiali 2023.

## Palmarès

### Pista
- 2016 (Juniores)

Campionati francesi, Velocità a squadre Junior (con Rayan Helal e Lucas Ronat)
- 2017

Campionati francesi, Velocità a squadre Junior (con Rayan Helal e Nicolas Verne)
- 2018 (Juniores)

Campionati del mondo, Velocità a squadre Junior (con Vincent Yon e Titouan Renvoise)
Campionati europei, Velocità a squadre Under-23 (con Melvin Landerneau e Rayan Helal)
Campionati europei, Keirin Junior
- 2020

6ª prova Coppa del mondo 2019-2020, Velocità a squadre (Milton, con Quentin Caleyron e Quentin Lafargue)

## Piazzamenti

### Competizioni mondiali
- Campionati del mondo

Aigle 2018 - Velocità a squadre Junior: vincitore
Aigle 2018 - Keirin Junior: 4º
Aigle 2018 - Velocità Junior: 9º
Roubaix 2021 - Velocità a squadre: 2º
Glasgow 2023 - Velocità a squadre: 3º
- Giochi olimpici

Tokyo 2020 - Velocità a squadre: 3º

### Competizioni continentali
- Campionati europei

Anadia 2017 - Velocità Junior: 7º
Aigle 2018 - Velocità Junior: 2º
Aigle 2018 - Keirin Junior: vincitore
Aigle 2018 - Velocità a squadre Under-23: vincitore
Gand 2019 - Velocità a squadre Under-23: 2º
Fiorenzuola d'Arda 2020 - Velocità a squadre Under-23: 5º
Apeldoorn 2024 - Velocità a squadre: 2º